# Прибрежный хребет
Прибре́жный хребе́т — горный хребет на северо-западном побережье Охотского моря, в Хабаровском крае России.
Хребет протягивается на 650 км от Удской губы на юге до реки Охота на севере. Максимальная высота достигает 1662 м. Хребет сложен верхнепалеозойскими диоритами и верхнемезозойскими порфиритами и туфами. От хребта Джугджур отделён глубокой тектонической депрессией. 
Долины рек, впадающих в море, расчленили хребет на ряд массивов: Ульвинский, Алдомский и др. 
В долинах произрастают леса из аянской ели, на склонах преобладают лиственничная тайга и заросли кедрового стланика, выше — горная тундра.